# 尚賢居

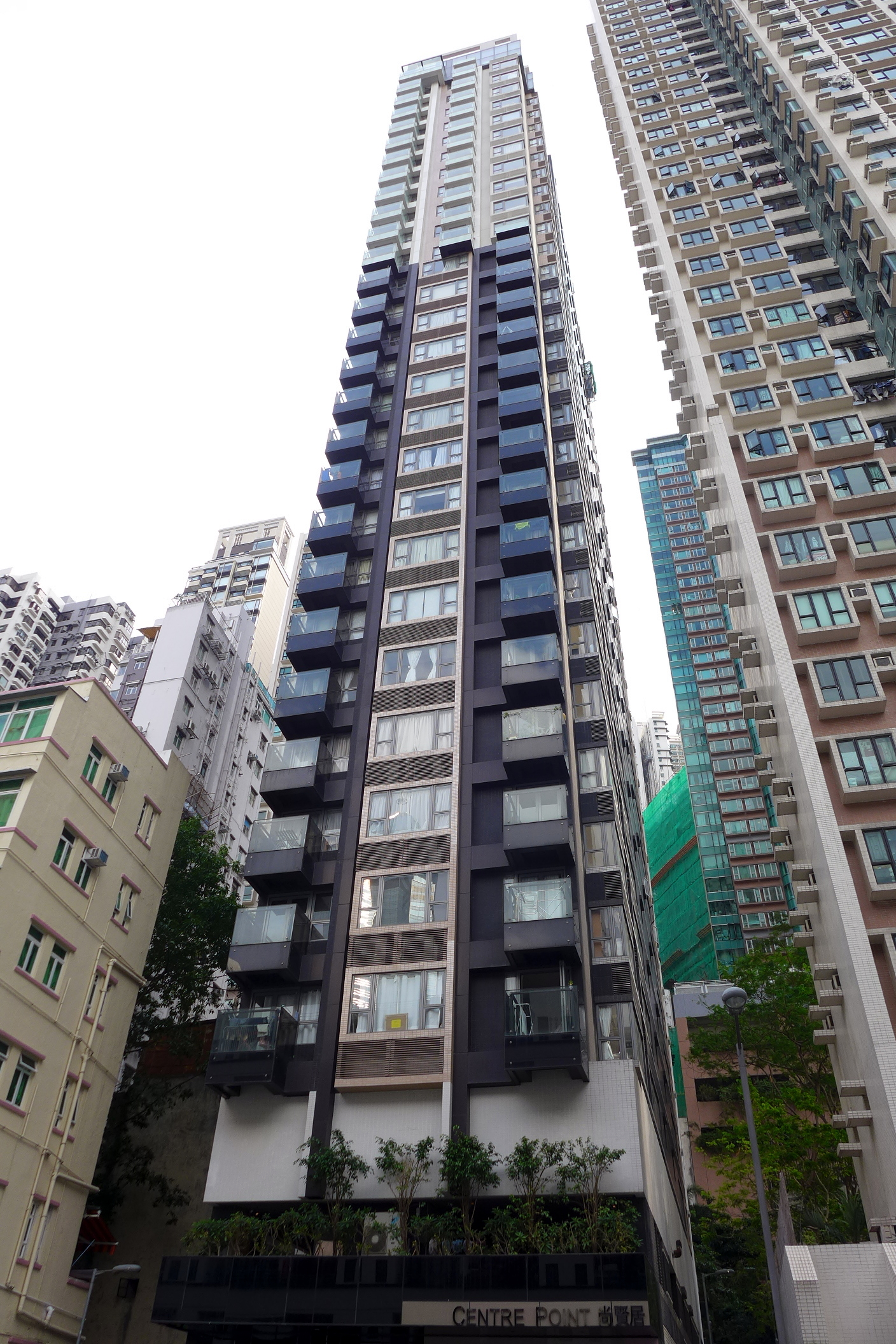
尚賢居

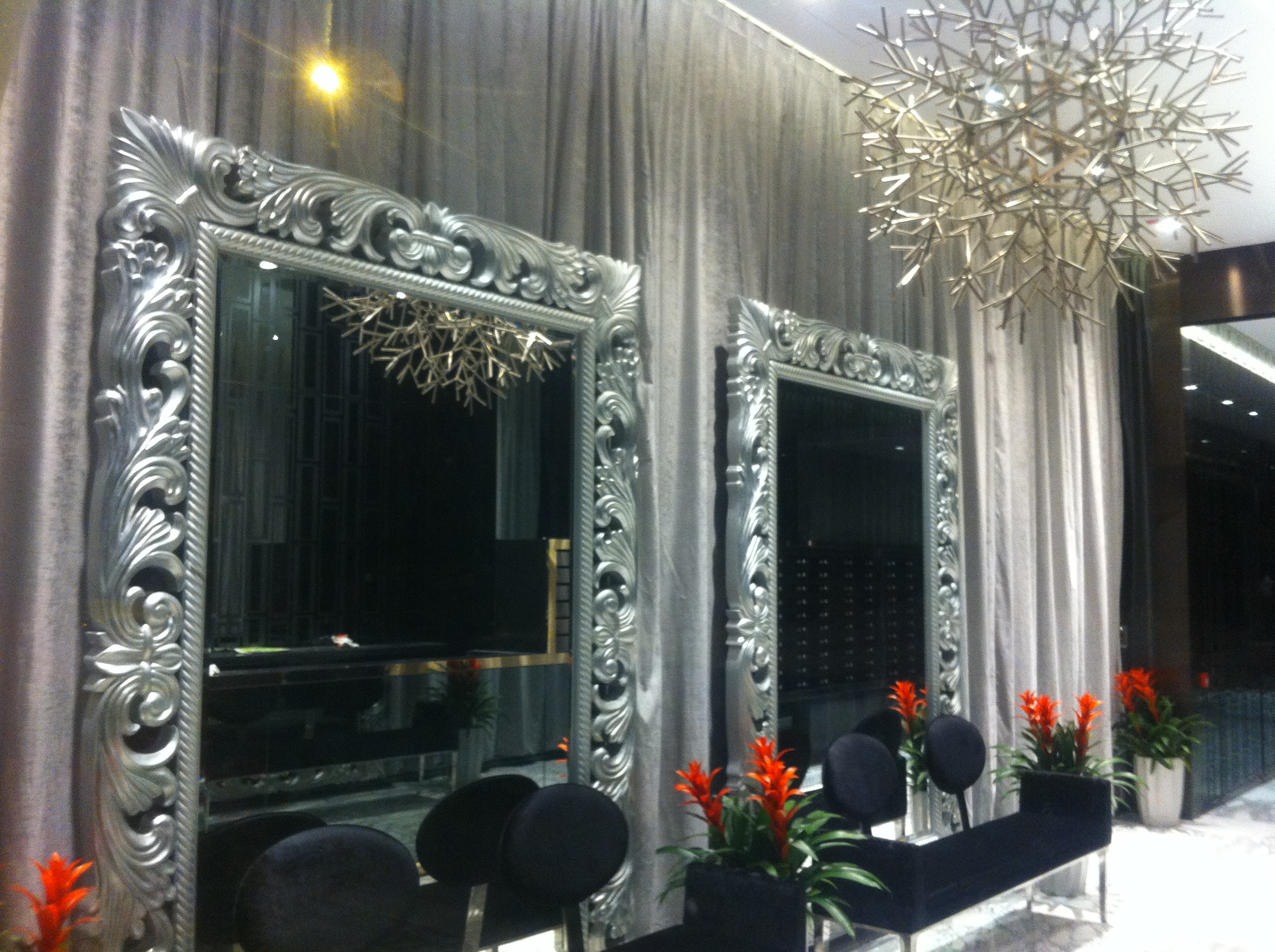
住宅大堂

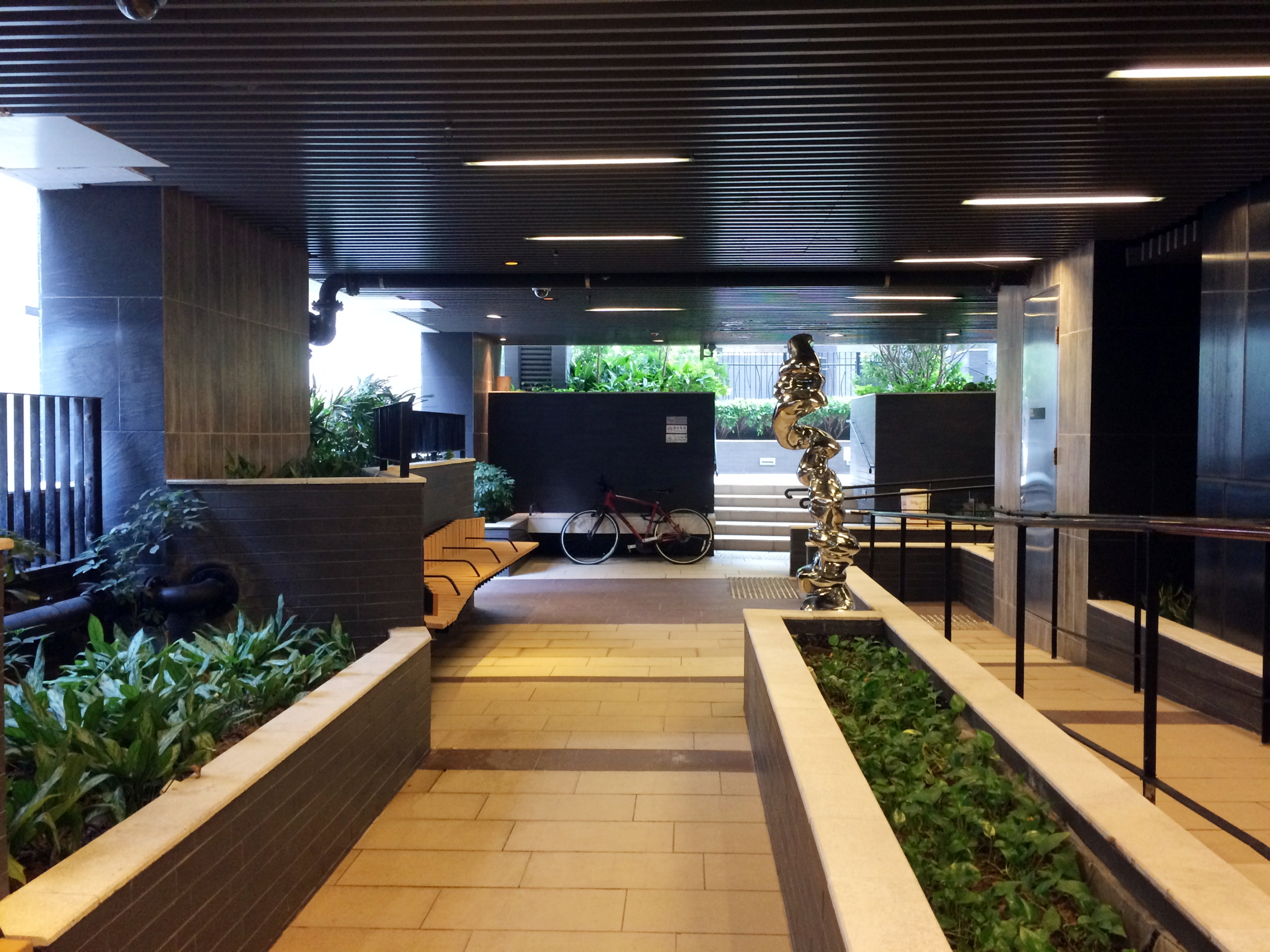
尚賢居1樓設公共休憩空間

尚賢居（英語：CentrePoint），是恆基兆業地產發展的一個單棟私人住宅，位於上環士丹頓街72號，樓高27層，共124伙，單位建築面積484平方呎起，分為1至3房標準分層單位及高層特色單位。原預料於2011年年尾完工，最終於2012年3月入伙。管理公司為發展商旗下公司恒益物業管理，管理費為當時建築面積每呎每月$2.75。

## 歷史
早在1998年，市區重建局前身土地發展公司已經將永利街一帶納入重建範圍，其後，土發公司改名為市建局，加上樓市陷入低潮，有關重建計劃一度擱置。尚賢居地盤本來於2002年獲批興建，但市建局於2003年重提士丹頓街及永利街一帶的重建計劃，更將尚賢居地盤納入重建範圍，恒地於2005年向法庭申請將尚賢居地皮剔除出重建範圍，2007年上訴庭判恒基地產上訴得直。

## 銷售
項目早於2006年11月底以長達5年的樓花期開售，但只得3伙標準住宅單位售出，平均建築呎價為10,020港元，到2010年末季重新發售樓花時，平均建築面積呎價為18,636元。

## 鄰近
尚賢居東鄰中環蘇豪區，前臨香港三級歷史建築前荷李活道已婚警察宿舍
- 元創方
- 必列者士街雍翠台
- 鴨巴甸街

## 外部連結
- 文匯報: 尚賢居

1. ↑  .   [2015-05-15]. （原始内容存档于2016-03-05）.